# Adapazarı
Adapazarı – miasto w północno-zachodniej Turcji, nad rzeką Sakarya. Ludność: 283,8 tys. (2003). Ośrodek administracyjny prowincji Sakarya.
W mieście rozwinął się przemysł maszynowy, celulozowo-papierniczy, chemiczny, spożywczy oraz skórzany.

## Miasta partnerskie
- Holandia: Delft
- Bułgaria: Szumen